# Die Stapelshow
Die Stapelshow ist eine deutsche Spielshow, die im Februar und März 2022 auf ProSieben gesendet und seitdem mehrmals wiederholt wurde. Moderiert wird die Sendung von Matthias Opdenhövel.

## Spielablauf
Die Stapelshow besteht ausschließlich aus Geschicklichkeitsspielen. Die Aufgabe der Kandidaten ist es, diverse Gegenstände aufeinander zu stapeln. Um das Spiel schwieriger zu machen, werden dafür beispielsweise runde Gegenstände ausgewählt, z. B. Golfbälle. Als Kandidaten treten normale Menschen (keine Prominenten) jeweils zu zweit an.
Bei erfolgreichem Absolvieren der Stapelprüfungen können die Kandidaten Geld gewinnen. Die Gewinnverteilung erfolgt dabei nach einem klassischen Gewinnbaum: mit jeder Spielrunde steigt der Gewinn, aber im Falle des Scheiterns an einer Aufgabe können die Kandidaten auch auf Null zurückfallen, es sei dem, die Gewinnstufe von 10.000 Euro wurde bereits überschritten. Der maximal mögliche Gewinn beträgt 100.000 Euro.

## Rezeption
Timo Niemeier von DWDL.de kritisierte Mitte Februar 2022, dass sich die Stapelshow „nicht als abendfüllende, zweistündige Samstagabendshow“ eigne und nur als  „einzelnes Spiel bei Schlag den Star in Ordnung gegangen“ wäre.
Die zweite Ausgabe hatte mit 0,85 Millionen Zuschauern und einem Marktanteil von 3,0 % eine für ProSieben sehr geringe Einschaltquote, nach dem die Premiere mit 1,49 Millionen Zuschauern und 5,3 % Marktanteil noch im Normalbereich gelegen hatte. Die dritte Folge lief mit 0,98 Millionen Zuschauern und 3,5 % Marktanteil nur geringfügig besser. Auch in der vierten Folge stagnierte die Zuschauerzahl bei 0,96 Millionen und 3,5 % Marktanteil.